# Brabham BT19

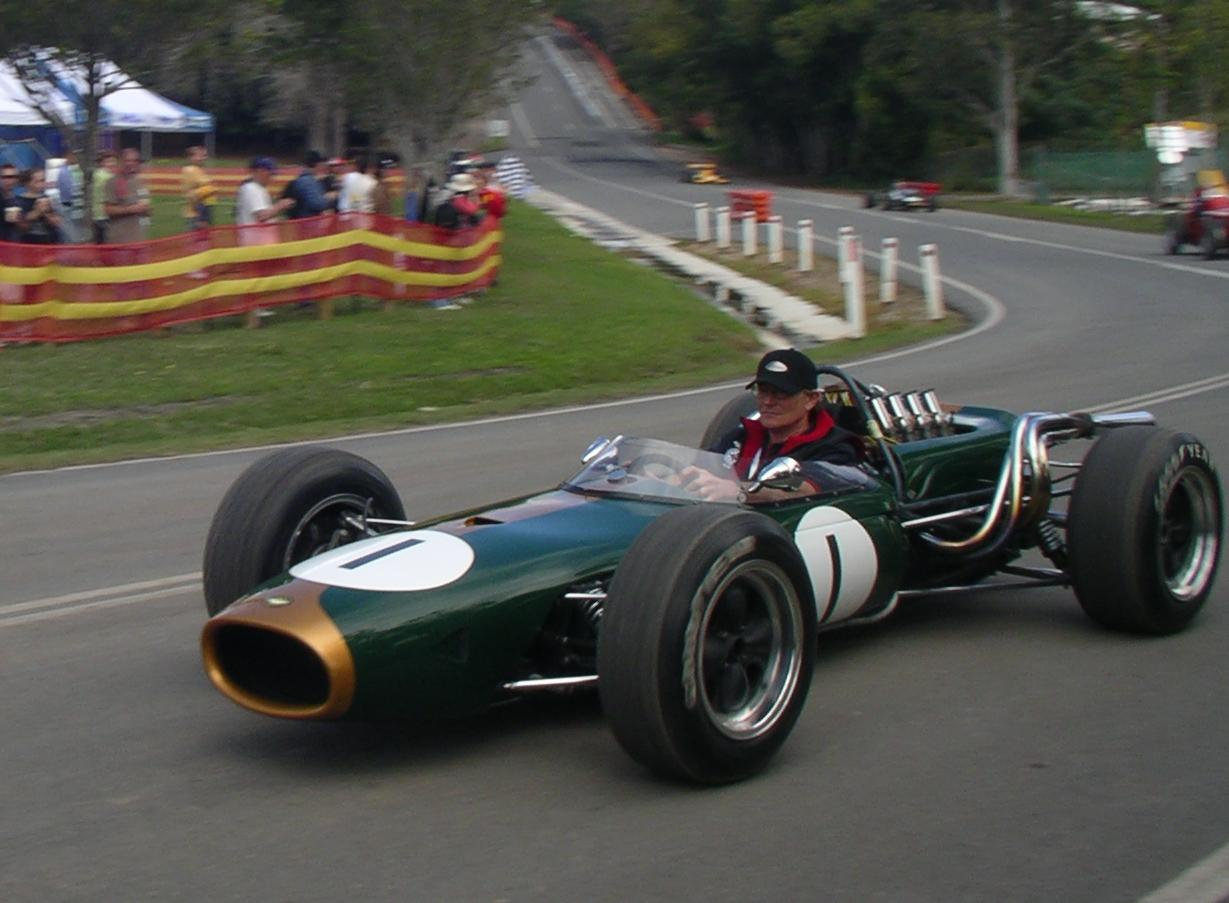
Ein Brabham BT19 bei einer Demonstrationsfahrt 2007

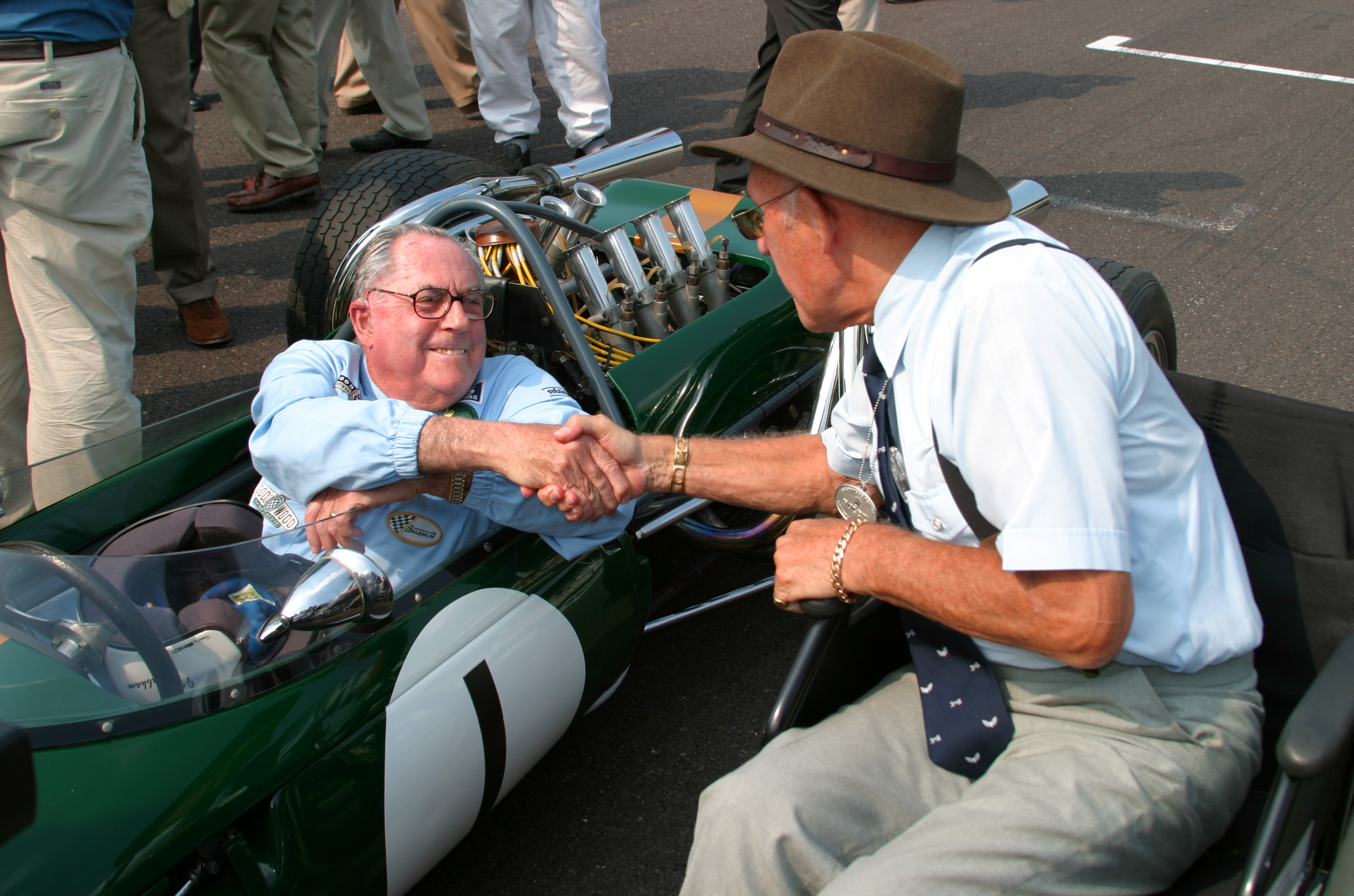
Sir Jack Brabham am Steuer eines BT19 in Goodwood 2004. Neben ihm am Auto sitzt Stirling Moss

Der Brabham BT19 war ein Formel-1-Rennwagen, der 1966 bei Brabham gebaut wurde. Mit diesem Rennwagentyp sicherte sich in diesem Jahr Jack Brabham den Weltmeistertitel der Formel 1.

## Entwicklungsgeschichte und Technik
Der BT19 wurde von Ron Tauranac schon Ende 1965 entwickelt, zur Aufnahme für den 16-Ventil-V8-Motor von Climax. Der Wagen hatte einen Gitterrohrrahmen, den Tauranac im Bereich des Cockpits durch ovale Rohre verstärkte. Sowohl die vordere als auch die hintere Aufhängung lagen außen und Brabham setzte erstmals 15-Zoll-Räder ein. Das Hewland HD-Getriebe wurde noch im Laufe des Jahres durch das robustere DG desselben Lieferanten ersetzt. Anfang 1966 wurde der Wagen für die Aufnahme des 3-Liter-Repco-Motors umgebaut.

## Renngeschichte
Der BT19 ist ein historisch relevantes Rennfahrzeug. Beim Großen Preis von Frankreich siegte Brabham erstmals im BT19 und somit gewann zum ersten Mal ein Rennfahrer einen Grand Prix in einem Auto, das seinen eigenen Namen trug. 1966 siegte Brabham mit dem Wagen bei vier Rennen in Folge. Auf den Erfolg in Frankreich folgten die Siege in Großbritannien, den Niederlanden und in Deutschland. 1966 errang das Team mit diesem Fahrzeug sowohl Fahrer- als auch Konstrukteurstitel.
1967 kam dieser Typ im Werksteam nur dreimal zum Einsatz; Brabham wurde damit Zweiter beim Großen Preis der Niederlande. Ab Mitte der Saison bestritt man bei Brabham die Rennen mit dem Nachfolgemodell, dem BT20. Die BT19 wurden an Privatfahrer verkauft.